# Gand-Wevelgem 1966
 (novembre 2021).
La 28e édition de Gand-Wevelgem a eu lieu le 23 mars 1966. La course est remportée par le belge Herman Van Springel (Dr. Mann-Grundig) qui parcourt les 251,7 kilomètres en 6 h 34. Il est suivi dans le même temps par son compatriote et coéquipier Noël Van Clooster et à cinquante-secondes par le Danois Palle Lykke (Solo-Superia).

## Équipes
| Unknown team category |
|                       |

## Classement final
Ce Gand-Wevelgem est remporté par le Belge Herman Van Springel (Dr. Mann-Grundig). Il est suivi dans le même temps par son compatriote et coéquipier Noël Van Clooster et à cinquante-secondes par le Danois Palle Lykke (Solo-Superia).
| \| Classement général \| Classement général \| Classement général \| Classement général \| Classement général \| \| Coureur \| Coureur \| Pays \| Équipe \| Temps \| \| ------------------ \| ------------------------ \| ------------------ \| -------------------------- \| ------------------ \| \| 1er \| Herman Vanspringel \| Belgique \| Dr. Mann-Grundig \| 6 h 34 min 00 s \| \| 2e \| Noël Van Clooster \| Belgique \| Dr. Mann-Grundig \| + 0 s \| \| 3e \| Palle Lykke \| Danemark \| Solo-Superia \| + 50 s \| \| 4e \| Arthur Decabooter \| Belgique \| Wiel's-Gancia-Groene Leeuw \| + 50 s \| \| 5e \| Seamus Elliott \| Irlande \| Mercier-BP-Hutchinson \| + 1 min 22 s \| \| 6e \| Walter Godefroot \| Belgique \| Wiel's-Gancia-Groene Leeuw \| + 1 min 22 s \| \| 7e \| Jan Janssen \| Pays-Bas \| Pelforth-Sauvage-Lejeune \| + 1 min 22 s \| \| 8e \| Willy Bocklant \| Belgique \| Dr. Mann-Grundig \| + 1 min 22 s \| \| 9e \| Eddy Merckx \| Belgique \| Peugeot-BP-Michelin \| + 1 min 22 s \| \| 10e \| Bernard Van De Kerckhove \| Belgique \| Ford France-Hutchinson \| + 1 min 22 s \| |                          |          |                            |                 |
| |                          |          |                            |                 |
| Sources : ProCyclingStats Cycling Archives |                          |          |                            |                 |
| Classement général |                          |          |                            |                 |
| Coureur | Coureur                  | Pays     | Équipe                     | Temps           |
| 1er | Herman Vanspringel       | Belgique | Dr. Mann-Grundig           | 6 h 34 min 00 s |
| 2e | Noël Van Clooster        | Belgique | Dr. Mann-Grundig           | + 0 s           |
| 3e | Palle Lykke              | Danemark | Solo-Superia               | + 50 s          |
| 4e | Arthur Decabooter        | Belgique | Wiel's-Gancia-Groene Leeuw | + 50 s          |
| 5e | Seamus Elliott           | Irlande  | Mercier-BP-Hutchinson      | + 1 min 22 s    |
| 6e | Walter Godefroot         | Belgique | Wiel's-Gancia-Groene Leeuw | + 1 min 22 s    |
| 7e | Jan Janssen              | Pays-Bas | Pelforth-Sauvage-Lejeune   | + 1 min 22 s    |
| 8e | Willy Bocklant           | Belgique | Dr. Mann-Grundig           | + 1 min 22 s    |
| 9e | Eddy Merckx              | Belgique | Peugeot-BP-Michelin        | + 1 min 22 s    |
| 10e | Bernard Van De Kerckhove | Belgique | Ford France-Hutchinson     | + 1 min 22 s    |